# Clasificación a la Copa Mundial Femenina de 2015
La clasificación para la Copa Mundial Femenina de Fútbol de 2015 determinó cuales son las 23 selecciones que junto a Canadá, equipo sede del torneo, disputaron la Copa Mundial.
En la edición del 2011, 16 selecciones disputaron el torneo, para esta edición se amplió el cupo a 24 participantes. Por ende, hubo una nueva repartición de cupos.
- AFC (Asia): 5 cupos
- CAF (África): 3 cupos
- CONCACAF (Norte/Centroamérica y el Caribe): 3.5+1 (anfitrión) cupos
- CONMEBOL (Sur América): 2.5 cupos
- OFC (Oceanía): 1 cupo
- UEFA (Europa): 8  cupos

Un récord de 134 naciones asociadas a la FIFA (sin contar a Canadá) disputarán los diferentes clasificatorios. Adicionalmente 2 naciones no asociadas a la FIFA jugaran el clasificatorio de CONCACAF. Cuatro equipos africanos se retiraron sin haber jugado un solo partido.

## Equipos clasificados

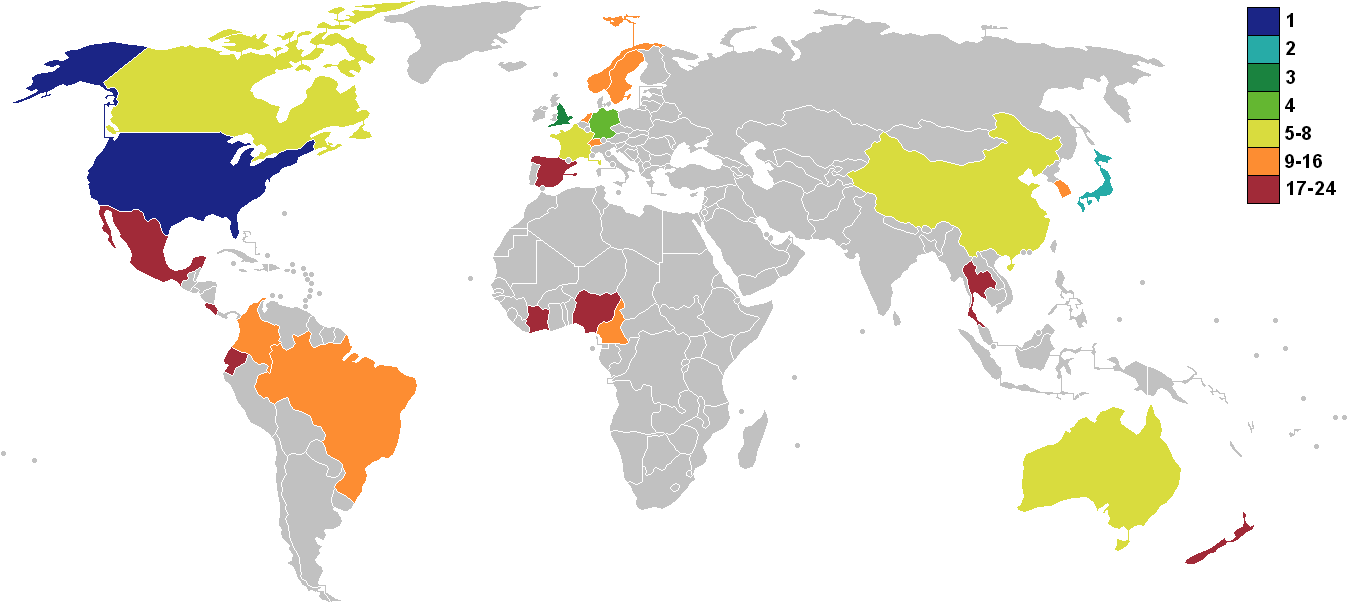
Países que han clasificado a la Copa Mundial Femenina de 2015

| N.º | Equipo          | Detalle                                                 | Fecha de clasificación   | Participación en Copas del Mundo | Copas del Mundo consecutivas | Última participación | Mejor presentación         | Ranking FIFA |
| --- | --------------- | ------------------------------------------------------- | ------------------------ | -------------------------------- | ---------------------------- | -------------------- | -------------------------- | ------------ |
| 1   | Canadá          | Anfitrión                                               | 3 de marzo de 2011       | 6                                | 6                            | 2011                 | Tercer lugar (2003)        | 8            |
| 2   | China           | 3° lugar de la Copa Asiática Femenina de la AFC de 2014 | 17 de mayo de 2014       | 6                                | 1                            | 2007                 | Segundo lugar (1999)       | 14           |
| 3   | Corea del Sur   | 4° lugar de la Copa Asiática Femenina de la AFC de 2014 | 17 de mayo de 2014       | 2                                | 1                            | 2003                 | Primera Ronda (2003)       | 17           |
| 4   | Japón           | 1° lugar de la Copa Asiática Femenina de la AFC de 2014 | 18 de mayo de 2014       | 7                                | 7                            | 2011                 | Campeón (2011)             | 3            |
| 5   | Australia       | 2° lugar de la Copa Asiática Femenina de la AFC de 2014 | 18 de mayo de 2014       | 6                                | 6                            | 2011                 | Cuartos de Final (2007)    | 10           |
| 6   | Tailandia       | 5° lugar de la Copa Asiática Femenina de la AFC de 2014 | 21 de mayo de 2014       | 1                                | 1                            | Debut                | -                          | 30           |
| 7   | Suiza           | 1° del Grupo 3 de la Clasificación de UEFA              | 15 de junio de 2014      | 1                                | 1                            | Debut                | -                          | 18           |
| 8   | Inglaterra      | 1° del Grupo 6 de la Clasificación de UEFA              | 21 de agosto de 2014     | 4                                | 3                            | 2011                 | Cuartos de final (2011)    | 7            |
| 9   | Noruega         | 1° del Grupo 5 de la Clasificación de UEFA              | 13 de septiembre de 2014 | 7                                | 7                            | 2011                 | Campeón (1995)             | 9            |
| 10  | Alemania        | 1° del Grupo 1 de la Clasificación de UEFA              | 13 de septiembre de 2014 | 7                                | 7                            | 2011                 | Campeón (2003, 2007)       | 2            |
| 11  | España          | 1° del Grupo 2 de la Clasificación de UEFA              | 13 de septiembre de 2014 | 1                                | 1                            | Debut                | -                          | 16           |
| 12  | Francia         | 1° del Grupo 7 de la Clasificación de UEFA              | 13 de septiembre de 2014 | 3                                | 2                            | 2011                 | Cuarto lugar (2011)        | 4            |
| 13  | Suecia          | 1° del Grupo 4 de la Clasificación de UEFA              | 17 de septiembre de 2014 | 7                                | 7                            | 2011                 | Segundo Lugar (2003)       | 5            |
| 14  | Brasil          | 1° lugar de la Copa América Femenina 2014               | 26 de septiembre de 2014 | 7                                | 7                            | 2011                 | Segundo Lugar (2007)       | 6            |
| 15  | Colombia        | 2° lugar de la Copa América Femenina 2014               | 28 de septiembre de 2014 | 2                                | 2                            | 2011                 | Primera Ronda (2011)       | 31           |
| 16  | Nigeria         | 1° lugar del Campeonato Femenino de la CAF 2014         | 22 de octubre de 2014    | 7                                | 7                            | 2011                 | Cuartos de final (1999)    | 35           |
| 17  | Camerún         | 2° lugar del Campeonato Femenino de la CAF 2014         | 22 de octubre de 2014    | 1                                | 1                            | Debut                | -                          | 51           |
| 18  | Costa Rica      | 2° lugar del Premundial Femenino Concacaf de 2014       | 24 de octubre de 2014    | 1                                | 1                            | Debut                | -                          | 40           |
| 19  | Estados Unidos  | 1° lugar del Premundial Femenino Concacaf de 2014       | 24 de octubre de 2014    | 7                                | 7                            | 2011                 | Campeón (1991, 1999)       | 1            |
| 20  | Costa de Marfil | 3° lugar del Campeonato Femenino de la CAF 2014         | 25 de octubre de 2014    | 1                                | 1                            | Debut                | -                          | 64           |
| 21  | México          | 3° lugar del Premundial Femenino Concacaf de 2014       | 26 de octubre de 2014    | 3                                | 2                            | 2011                 | Primera ronda (1999, 2011) | 25           |
| 22  | Nueva Zelanda   | 1° lugar del Campeonato Femenino de la OFC 2014         | 29 de octubre de 2014    | 4                                | 3                            | 2011                 | Primera ronda (2011)       | 19           |
| 23  | Países Bajos    | Ganador del repechaje de la Clasificación de UEFA       | 27 de noviembre de 2014  | 1                                | 1                            | Debut                | -                          | 15           |
| 24  | Ecuador         | Ganador del repechaje intercontinental                  | 2 de diciembre de 2014   | 1                                | 1                            | Debut                | -                          | 49           |

## Torneos clasificatorios
| Confederación | Torneo                                   | Naciones que inician | Naciones que pueden clasificar | Naciones clasificadas | Cupos | Inicio de la clasificación | Final de la clasificación |
| ------------- | ---------------------------------------- | -------------------- | ------------------------------ | --------------------- | ----- | -------------------------- | ------------------------- |
| AFC           | Copa Asiática Femenina de la AFC de 2014 | 20                   | 0                              | 5                     | 5     | 21 de mayo de 2013         | 21 de mayo de 2014        |
| CAF           | Campeonato Femenino de la CAF 2014       | 26                   | 0                              | 3                     | 3     | 14 de febrero de 2014      | 25 de octubre de 2014     |
| CONCACAF      | Premundial Femenino de CONCACAF de 2014  | 28+11                | 0                              | 3+1                   | 3+1   | 19 de mayo de 2014         | 26 de octubre de 2014     |
| CONMEBOL      | Copa América Femenina 2014               | 10                   | 0                              | 3                     | 3     | 11 de septiembre de 2014   | 28 de septiembre de 2014  |
| OFC           | Campeonato Femenino de la OFC 2014       | 4                    | 0                              | 1                     | 1     | 25 de octubre de 2014      | 29 de octubre de 2014     |
| UEFA          | Clasificación de UEFA                    | 46                   | 0                              | 8                     | 8     | 4 de abril de 2013         | 27 de noviembre de 2014   |
| Total         |                                          | 134+1                | 0                              | 23+1                  | 23+1  | 4 de abril de 2013         | 2 de diciembre de 2014    |

- 1 Iniciaron 30 naciones, pero Martinica y Guadalupe no pueden clasificar a la Copa Mundial Femenina, ya que solo son miembros de CONCACAF y no de la FIFA.

## África
Al igual que en el ciclo mundialista anterior, el Campeonato Femenino de la CAF 2014 será el torneo de clasificación para la Copa Mundial. La calificación vio un récord de participación de 25 equipos de la CAF.
Un total de ocho equipos (el país anfitrión y los siete equipos que llegaron a través de las rondas de clasificación) competirán en la final del torneo en Namibia del 11 al 25 de octubre de 2014. Los tres mejores equipos de la fase final del torneo se clasificarán para la Copa del Mundo.

### Fase de grupos

#### Grupo A
| Equipo          | Pts | PJ | PG | PE | PP | GF | GC | DG |
| --------------- | --- | -- | -- | -- | -- | -- | -- | -- |
| Nigeria         | 9   | 3  | 3  | 0  | 0  | 12 | 2  | 10 |
| Costa de Marfil | 4   | 3  | 1  | 1  | 1  | 6  | 6  | 0  |
| Namibia         | 3   | 3  | 1  | 0  | 2  | 3  | 5  | -2 |
| Zambia          | 1   | 3  | 0  | 1  | 2  | 1  | 9  | -8 |

#### Grupo B
| Equipo    | Pts | PJ | PG | PE | PP | GF | GC | DG |
| --------- | --- | -- | -- | -- | -- | -- | -- | -- |
| Camerún   | 6   | 3  | 2  | 0  | 1  | 3  | 1  | 2  |
| Sudáfrica | 4   | 3  | 1  | 1  | 1  | 6  | 3  | 3  |
| Ghana     | 4   | 3  | 1  | 1  | 1  | 2  | 2  | 0  |
| Argelia   | 3   | 3  | 1  | 0  | 2  | 2  | 7  | -5 |

### Segunda Fase
|  | Semifinales           | Semifinales           |   |                       | Final                 | Final                 |  |
|  | 22 de octubre de 2014 | 22 de octubre de 2014 |   |                       | 25 de octubre de 2014 | 25 de octubre de 2014 |  |
|  |                       |                       |   |                       |                       |                       |  |
|  | 22 de octubre de 2014 |                       |   |                       |                       |                       |  |
|  | Nigeria               | 2                     |   |                       |                       |                       |  |
|  | Sudáfrica             | 1                     |   |                       |                       |                       |  |
|  |                       |                       |   |                       |                       |                       |  |
|  |                       |                       |   |                       | 25 de octubre de 2014 |                       |  |
|  |                       |                       |   |                       | Nigeria               | 2                     |  |
|  |                       | Camerún               | 0 |                       |                       |                       |  |
|  |                       |                       |   |                       |                       |                       |  |
|  |                       |                       |   |                       |                       |                       |  |
|  |                       |                       |   |                       | Tercer lugar          |                       |  |
|  | 22 de octubre de 2014 | 22 de octubre de 2014 |   | 25 de octubre de 2014 | 25 de octubre de 2014 |                       |  |
|  | Camerún (t.s.)        | 2                     |   | Sudáfrica             | 0                     |                       |  |
|  | Costa de Marfil       | 1                     |   |                       | Costa de Marfil       | 1                     |  |

## Asia
Al igual que en el ciclo mundialista anterior, la Copa Asiática Femenina de la AFC de 2014 sirvió como un torneo de clasificación. Un total de 20 equipos de la AFC compitieron por cinco cupos.
La fase final del torneo, que se celebró en Vietnam del 14 al 25 de mayo de 2014, se conformó por ocho equipos , cuatro de ellos - Australia, China, Japón y Corea del Sur - se habían calificado de forma automática, por su colocación en 2010, mientras que los otros fueron determinados a través de un torneo de clasificación . A Corea del Norte se le prohibió participar en el torneo debido a la sanción por casos de dopaje en la Copa Mundial Femenina de la FIFA 2011.

### Fase de grupos
Los dos mejores equipos de cada grupo avanzarán a las semifinales del torneo, consiguiendo así la clasificación para la Copa Mundial. Los terceros equipos colocados avanzaron a un desempate entre sí para determinar el quinto y último equipo clasificado de la AFC.

#### Grupo A
| Equipo    | Pts | PJ | PG | PE | PP | GF | GC | Dif |
| --------- | --- | -- | -- | -- | -- | -- | -- | --- |
| Japón     | 7   | 3  | 2  | 1  | 0  | 13 | 2  | +11 |
| Australia | 7   | 3  | 2  | 1  | 0  | 7  | 3  | +4  |
| Vietnam   | 3   | 3  | 1  | 0  | 2  | 3  | 7  | -4  |
| Jordania  | 0   | 3  | 0  | 0  | 3  | 2  | 13 | -11 |

#### Grupo B
| Equipo        | Pts | PJ | PG | PE | PP | GF | GC | Dif |
| ------------- | --- | -- | -- | -- | -- | -- | -- | --- |
| Corea del Sur | 7   | 3  | 2  | 1  | 0  | 16 | 0  | +16 |
| China         | 7   | 3  | 2  | 1  | 0  | 10 | 0  | +10 |
| Tailandia     | 3   | 3  | 1  | 0  | 2  | 2  | 12 | -10 |
| Birmania      | 0   | 3  | 0  | 0  | 3  | 1  | 17 | -16 |

China, Corea del Sur, Japón y Australia se clasificaron para la Copa del Mundo. Vietnam y Tailandia avanzarón a la disputa del quinto puesto.

### Repechaje
| 21 de mayo de 2014, 17:15 | Vietnam                   | 1:2 (0:0) | Tailandia                   | Thong Nhat Stadium, Ho Chi Minh |                               |
|                           | Nguyen Thi Tuyet Dung 86' | Reporte   | 48', 65' Kanjana Sung-Ngoen | Árbitro(s): Sachiko Yamagishi   | Árbitro(s): Sachiko Yamagishi |

## Europa
Un récord de 46 equipos de la UEFA entraron a la calificación. El campeonato se divide en tres fases, la Ronda preliminar, la Fase de grupos y los Play-offs.
La Ronda preliminar es disputada por las ocho peores selecciones nacionales divididas en dos zonas o grupos mediante el sistema de todos contra todos a una sola vuelta, avanzando de fase los dos mejores de cada zona.
La Fase de grupos es la segunda etapa del campeonato, comenzó el 20 de septiembre del 2013 y está pensado finalice el 17 de septiembre del 2014. En esta participan las cuatro selecciones clasificadas de la ronda preliminar más las 38 restantes. Se disputará en siete zonas de seis mediante el sistema de todos contra todos a dos vueltas (local y visitante) dentro de cada zona. Clasificarán al mundial los mejores seleccionados de cada grupo.
Por otra parte, se confeccionará una tabla con los segundos de grupo, donde se tendrán en cuenta los enfrentamientos de cada grupo exceptuando contra los colistas (es decir, contra el 1.º, 3.º, 4.º y 5.º) para determinar cuatro combinados que avanzarán a la fase de Play-offs.
Los Play-offs serán disputados por cuatro seleccionados donde los de mejor coeficiente enfrentarán a los de peor coeficiente en cruces de ida y vuelta. Los ganadores de los cruces avanzarán a una final donde el ganador ocupará el octavo cupo de la UEFA.

### Fase de grupos

#### Grupo 1
| Equipo     | Pts | PJ | PG | PE | PP | GF | GC | Dif |
| ---------- | --- | -- | -- | -- | -- | -- | -- | --- |
| Alemania   | 30  | 10 | 10 | 0  | 0  | 62 | 4  | 58  |
| Rusia      | 22  | 10 | 7  | 1  | 2  | 19 | 18 | 1   |
| Irlanda    | 17  | 10 | 5  | 2  | 3  | 13 | 9  | 4   |
| Croacia    | 8   | 10 | 2  | 2  | 6  | 7  | 20 | -13 |
| Eslovenia  | 6   | 10 | 2  | 0  | 8  | 7  | 34 | -27 |
| Eslovaquia | 3   | 10 | 1  | 1  | 8  | 6  | 29 | -23 |

#### Grupo 2
| Equipo              | Pts | PJ | PG | PE | PP | GF | GC | Dif |
| ------------------- | --- | -- | -- | -- | -- | -- | -- | --- |
| España              | 28  | 10 | 9  | 1  | 0  | 42 | 2  | 40  |
| Italia              | 25  | 10 | 8  | 1  | 1  | 48 | 5  | 43  |
| Rumania             | 14  | 10 | 4  | 2  | 4  | 20 | 8  | 12  |
| República Checa     | 14  | 10 | 4  | 2  | 4  | 21 | 18 | 3   |
| Estonia             | 4   | 10 | 1  | 1  | 8  | 5  | 35 | -30 |
| Macedonia del Norte | 1   | 10 | 0  | 1  | 9  | 6  | 74 | -68 |

#### Grupo 3
| Equipo    | Pts | PJ | PG | PE | PP | GF | GC | Dif |
| --------- | --- | -- | -- | -- | -- | -- | -- | --- |
| Suiza     | 28  | 10 | 9  | 1  | 0  | 53 | 1  | 52  |
| Islandia  | 19  | 10 | 6  | 1  | 3  | 29 | 9  | 20  |
| Dinamarca | 18  | 10 | 5  | 3  | 2  | 25 | 6  | 19  |
| Israel    | 12  | 10 | 4  | 0  | 6  | 9  | 27 | -18 |
| Serbia    | 10  | 10 | 3  | 1  | 6  | 16 | 34 | -18 |
| Malta     | 0   | 10 | 0  | 0  | 10 | 0  | 55 | -55 |

#### Grupo 4
| Equipo               | Pts | PJ | PG | PE | PP | GF | GC | Dif |
| -------------------- | --- | -- | -- | -- | -- | -- | -- | --- |
| Suecia               | 30  | 10 | 10 | 0  | 0  | 32 | 1  | 31  |
| Escocia              | 24  | 10 | 8  | 0  | 2  | 37 | 8  | 29  |
| Polonia              | 16  | 10 | 5  | 1  | 4  | 20 | 14 | 6   |
| Bosnia y Herzegovina | 9   | 10 | 1  | 2  | 7  | 7  | 19 | -12 |
| Irlanda del Norte    | 5   | 10 | 1  | 2  | 7  | 3  | 19 | -16 |
| Islas Feroe          | 2   | 10 | 0  | 2  | 8  | 3  | 41 | -38 |

#### Grupo 5
| Equipo       | Pts | PJ | PG | PE | PP | GF | GC | Dif |
| ------------ | --- | -- | -- | -- | -- | -- | -- | --- |
| Noruega      | 27  | 10 | 9  | 0  | 1  | 41 | 5  | 36  |
| Países Bajos | 25  | 10 | 8  | 1  | 1  | 43 | 6  | 37  |
| Bélgica      | 19  | 10 | 6  | 1  | 3  | 34 | 11 | 23  |
| Portugal     | 12  | 10 | 4  | 0  | 6  | 19 | 21 | -2  |
| Grecia       | 3   | 10 | 1  | 0  | 9  | 6  | 49 | -43 |
| Albania      | 3   | 10 | 1  | 0  | 9  | 3  | 54 | -51 |

#### Grupo 6
| Equipo      | Pts | PJ | PG | PE | PP | GF | GC | Dif |
| ----------- | --- | -- | -- | -- | -- | -- | -- | --- |
| Inglaterra  | 30  | 10 | 10 | 0  | 0  | 52 | 1  | 51  |
| Ucrania     | 22  | 10 | 7  | 1  | 2  | 34 | 9  | 25  |
| Gales       | 19  | 10 | 7  | 1  | 2  | 18 | 9  | 9   |
| Turquía     | 12  | 10 | 4  | 0  | 6  | 12 | 31 | -19 |
| Bielorrusia | 6   | 10 | 2  | 0  | 8  | 12 | 31 | -19 |
| Montenegro  | 0   | 10 | 0  | 0  | 10 | 6  | 53 | -47 |

#### Grupo 7
| Equipo     | Pts | PJ | PG | PE | PP | GF | GC | Dif |
| ---------- | --- | -- | -- | -- | -- | -- | -- | --- |
| Francia    | 30  | 10 | 10 | 0  | 0  | 54 | 3  | 51  |
| Austria    | 21  | 10 | 7  | 0  | 3  | 31 | 14 | 17  |
| Finlandia  | 21  | 10 | 7  | 0  | 3  | 27 | 9  | 18  |
| Hungría    | 12  | 10 | 4  | 0  | 6  | 20 | 25 | -5  |
| Kazajistán | 4   | 10 | 1  | 1  | 8  | 8  | 30 | -22 |
| Bulgaria   | 1   | 10 | 0  | 1  | 9  | 3  | 62 | -59 |

### Play offs
El sorteo se llevó a cabo el 23 de septiembre de 2014, a las 14:00 local en Nyon, Suiza.
|  | Semifinales                  | Semifinales                  | Semifinales                  |   |              | Final                          | Final                          | Final                          |  |
|  | 25 al 30 de octubre del 2014 | 25 al 30 de octubre del 2014 | 25 al 30 de octubre del 2014 |   |              | 22 al 27 de noviembre del 2014 | 22 al 27 de noviembre del 2014 | 22 al 27 de noviembre del 2014 |  |
|  |                              |                              |                              |   |              |                                |                                |                                |  |
|  |                              |                              |                              |   |              |                                |                                |                                |  |
|  | Escocia                      | 1                            | 0                            |   |              |                                |                                |                                |  |
|  | Escocia                      | 1                            | 0                            |   |              |                                |                                |                                |  |
|  | Países Bajos                 | 2                            | 2                            |   |              |                                |                                |                                |  |
|  | Países Bajos                 | 2                            | 2                            |   | Países Bajos | 1                              | 2                              |                                |  |
|  |                              |                              |                              |   | Países Bajos | 1                              | 2                              |                                |  |
|  |                              |                              | Italia                       | 1 | 1            |                                |                                |                                |  |
|  | Italia                       | 2                            | Italia                       | 1 | 1            | 2                              |                                |                                |  |
|  | Italia                       | 2                            |                              |   |              | 2                              |                                |                                |  |
|  | Ucrania                      | 1                            | 2                            |   |              |                                |                                |                                |  |
|  | Ucrania                      | 1                            | 2                            |   |              |                                |                                |                                |  |
|  |                              |                              |                              |   |              |                                |                                |                                |  |

## Norteamérica, Centroamérica y el Caribe
Al igual que con las anteriores Copas del Mundo, el Premundial Femenino de CONCACAF de 2014 servirá como torneo de clasificación de la región . 
Un total de 30 equipos se inscribieron a la clasificación, pero Martinica y Guadalupe no son elegibles para clasificación, ya que son solo los miembros de la CONCACAF. Por lo tanto, un total de 28 equipos están en la pelea, por los tres lugares directos más el lugar de repechaje contra CONMEBOL . Canadá no participará en la eliminatoria, debido a que ya clasificaron a la Copa Mundial como anfitriones. 
El torneo final se llevará a cabo en Estados Unidos del 15 al 26 de octubre de 2014. Estados Unidos y México clasificaron automáticamente, a la ronda final del torneo, donde se les unieron Costa Rica y Guatemala por Centroamérica y Haití, Jamaica, Martinica y Trinidad y Tobago por la zona del Caribe. Ambos finalistas y el tercer lugar automáticamente clasificarán a la Copa Mundial.
El cuarto lugar competirá contra el tercer lugar de la CONMEBOL para una plaza en la Copa Mundial adicional. Se anunció durante el sorteo final el 5 de septiembre que Martinica no sería capaz de avanzar más allá de la fase de grupos, y que el siguiente mejor equipo tomaría su lugar en las semifinales en caso de que terminar entre los dos primeros de su grupo.

### Grupo A
| Equipo            | Pts | PJ | PG | PE | PP | GF | GC | DG |
| ----------------- | --- | -- | -- | -- | -- | -- | -- | -- |
| Estados Unidos    | 9   | 3  | 3  | 0  | 0  | 12 | 0  | 12 |
| Trinidad y Tobago | 6   | 3  | 2  | 0  | 1  | 3  | 2  | 1  |
| Haití             | 3   | 3  | 1  | 0  | 2  | 1  | 7  | -6 |
| Guatemala         | 0   | 3  | 0  | 0  | 3  | 1  | 2  | -7 |

### Grupo B
| Equipo     | Pts | PJ | PG | PE | PP | GF | GC | DG  |
| ---------- | --- | -- | -- | -- | -- | -- | -- | --- |
| Costa Rica | 9   | 3  | 3  | 0  | 0  | 9  | 2  | 7   |
| México     | 6   | 3  | 2  | 0  | 1  | 13 | 2  | 11  |
| Jamaica    | 3   | 3  | 1  | 0  | 2  | 8  | 5  | 3   |
| Martinica  | 0   | 3  | 0  | 0  | 3  | 1  | 22 | -21 |

### Fase final
|  | Semifinales           | Semifinales           |   |                       | Final                 | Final                 |  |
|  | 24 de octubre de 2014 | 24 de octubre de 2014 |   |                       | 26 de octubre de 2014 | 26 de octubre de 2014 |  |
|  |                       |                       |   |                       |                       |                       |  |
|  |                       |                       |   |                       |                       |                       |  |
|  | Estados Unidos        | 3                     |   |                       |                       |                       |  |
|  | México                | 0                     |   |                       |                       |                       |  |
|  |                       |                       |   |                       |                       |                       |  |
|  |                       |                       |   |                       |                       |                       |  |
|  |                       |                       |   |                       | Estados Unidos        | 6                     |  |
|  |                       | Costa Rica            | 0 |                       |                       |                       |  |
|  |                       |                       |   |                       |                       |                       |  |
|  |                       |                       |   |                       |                       |                       |  |
|  |                       |                       |   |                       | Tercer lugar          |                       |  |
|  |                       |                       |   | 26 de octubre de 2014 |                       |                       |  |
|  | Costa Rica (pen.)     | 1 (3)                 |   | México (t.s.)         | 4                     |                       |  |
|  | Trinidad y Tobago     | 1 (0)                 |   |                       | Trinidad y Tobago     | 2                     |  |

## Oceanía
Al igual que en el ciclo mundialista anterior, el Campeonato Femenino de la OFC 2014 será el torneo de clasificación .
Solo cuatro equipos de Oceanía jugarán en el torneo, que se celebrará en Papúa Nueva Guinea del 25 al 29 de octubre de 2014. El ganador del torneo clasifica a la Copa Mundial.

### Grupo A
| Equipo             | Pts | PJ | PG | PE | PP | GF | GC | Dif |
| ------------------ | --- | -- | -- | -- | -- | -- | -- | --- |
| Nueva Zelanda      | 9   | 3  | 3  | 0  | 0  | 30 | 0  | 30  |
| Papúa Nueva Guinea | 6   | 3  | 2  | 0  | 1  | 7  | 4  | 3   |
| Islas Cook         | 1   | 3  | 0  | 1  | 2  | 2  | 16 | -14 |
| Tonga              | 1   | 3  | 0  | 1  | 2  | 1  | 20 | -19 |

## Sudamérica
Al igual que con los anteriores clasificatorios de la Copa Mundial, la Copa América Femenina 2014 será utilizada para determinar la calificación para la Copa del Mundo.
Los 10 equipos de la CONMEBOL competirán en el torneo, que se celebra en Ecuador desde el 11 hasta 28 de septiembre de 2014. Los dos mejores equipos de la segunda etapa se clasificarán directamente para la Copa Mundial, mientras que el tercer lugar se enfrentará contra cuarto lugar de la CONCACAF por una plaza en la Copa Mundial.

### Primera Fase

#### Grupo A
| Equipo    | Pts | PJ | PG | PE | PP | GF | GC | Dif |
| --------- | --- | -- | -- | -- | -- | -- | -- | --- |
| Colombia  | 12  | 4  | 4  | 0  | 0  | 10 | 1  | +9  |
| Ecuador   | 6   | 4  | 2  | 0  | 2  | 3  | 3  | 0   |
| Uruguay   | 6   | 4  | 2  | 0  | 2  | 5  | 9  | -4  |
| Venezuela | 4   | 4  | 1  | 1  | 2  | 4  | 6  | -2  |
| Perú      | 1   | 4  | 0  | 1  | 3  | 1  | 4  | -3  |

#### Grupo B
| Equipo    | Pts | PJ | PG | PE | PP | GF | GC | Dif |
| --------- | --- | -- | -- | -- | -- | -- | -- | --- |
| Brasil    | 9   | 4  | 3  | 0  | 1  | 12 | 3  | +9  |
| Argentina | 9   | 4  | 3  | 0  | 1  | 9  | 1  | +8  |
| Paraguay  | 6   | 4  | 2  | 0  | 2  | 14 | 9  | +5  |
| Chile     | 6   | 4  | 2  | 0  | 2  | 6  | 5  | +1  |
| Bolivia   | 0   | 4  | 0  | 0  | 4  | 2  | 25 | -23 |

### Fase Final
| Equipo    | Pts | PJ | PG | PE | PP | GF | GC | Dif |
| --------- | --- | -- | -- | -- | -- | -- | -- | --- |
| Brasil    | 7   | 3  | 2  | 1  | 0  | 10 | 0  | +10 |
| Colombia  | 5   | 3  | 1  | 2  | 0  | 2  | 1  | +1  |
| Ecuador   | 3   | 3  | 1  | 0  | 2  | 4  | 8  | -4  |
| Argentina | 1   | 3  | 0  | 1  | 2  | 2  | 9  | -7  |

## Repechaje
Trinidad y Tobago, cuarto lugar del clasificatorio de Concacaf jugará una eliminación directa contra Ecuador, tercer lugar de la eliminatoria de la Conmebol. El partido de ida se llevará a cabo el 8 de noviembre de 2014, en Quito, Ecuador. El partido de vuelta se llevará a cabo el 2 de diciembre de 2014, en Puerto España, Trinidad y Tobago. El ganador de los partidos de ida y vuelta clasificará a la Copa Mundial Femenina de Fútbol de 2015.
| 8 de noviembre de 2014, 14:00 | Ecuador | 0:0     | Trinidad y Tobago | Estadio Olímpico Atahualpa, Quito, Ecuador |                               |
|                               |         | Reporte |                   | Árbitro(s): Bibiana Steinhaus              | Árbitro(s): Bibiana Steinhaus |

| 2 de diciembre de 2014, 18:00 | Trinidad y Tobago | 0:1 (0:0) | Ecuador                | Estadio Hasely Crawford, Puerto España, Trinidad y Tobago |                            |
|                               |                   | Reporte   | Mónica Quinteros 90+1' | Árbitro(s): Esther Staubli                                | Árbitro(s): Esther Staubli |